# A1 Team Nieuw-Zeeland
Het A1 Team Nieuw-Zeeland was een Nieuw-Zeelands raceteam dat deelnam aan de A1 Grand Prix. Eigenaar van het team was Colin Giltrap. Het team werd net als zusterteam Brazilië gerund door DSM Racing.
Team Nieuw-Zeeland was een topteam in de A1GP. Het team pakte tweemaal de tweede positie in het kampioenschap. Daarnaast won het team een zevental races. Al deze overwinningen werden behaald door Jonny Reid.
Het team had ook enige Nederlandse inbreng. Coureur Chris van der Drift beschikte behalve over een Nieuw-Zeelands ook over een Nederlands paspoort.

## Coureurs
De volgende coureurs hebben gereden voor Nieuw-Zeeland, met tussen haakjes het aantal races.
- Jonny Reid (38, waarvan 7 overwinningen)
- Matt Halliday (26)
- Earl Bamber (10)
- Chris van der Drift (4)

Australië · Brazilië · Canada · China · Duitsland · Frankrijk · Griekenland · Groot-Brittannië · India · Indonesië · Ierland · Italië · Japan · Korea · Libanon · Maleisië · Mexico · Monaco · Nederland · Nieuw-Zeeland · Oostenrijk · Pakistan · Portugal · Rusland · Singapore · Tsjechië · Verenigde Staten · Zuid-Afrika · Zwitserland